# Panorama (альбом Стивенса, Сигела и Фергюсона)
Panorama — студийный альбом американского джазового трио Джеффа Сигела, Майкла Джеффри Стивенса и Тима Фергюсона, записанный при участии трубача Валерия Пономарёва и выпущенный в 1998 году на лейбле Imaginary Records.

## Отзывы критиков
| Оценки критиков | Оценки критиков |
| Источник        | Оценка          |
| --------------- | --------------- |
| AllMusic        | [ 1 ]           |

Алекс Хендерсон из AllMusic «Пономарёв не является громким именем в мире джаза, но он выразительный трубач/флюгельгорнист с тёплым, притягательным тембром. Пономарёв энергичен, что не означает, что он не может быть лиричным, когда хочет. На Panorama русский импровизатор поддерживает устойчивые отношения с пианистом Майклом Джеффри Стивенсом, барабанщиком Джеффом Сигелом и басистом Тимом Фергюсоном. Пономарёв показал себя настоящим мастером на этом акустическом постбоповом диске, солируя на оригинальном материале, а также интерпретируя „Con Alma“ Диззи Гиллеспи, „Lonely Woman“ Орнетта Коулмана и „Angelica“ Дюка Эллингтона. Последняя одна из не самых известных композиции Эллингтона, но эта песня заслуживает того, чтобы её услышали, и квартету следует поаплодировать за то, что он раскопал одну из забытых драгоценностей Эллингтона. Ещё один трек, которому следует поаплодировать, — это задумчивый „Memorial“ Стивенса, написанный в память о покойной жене Уэйна Шортера Ане Марии Шортер (погибшей в авиакатастрофе). Все альбомы Стивенса, Сигела и Фергюсона, вышедшие в 90-х, заслуживают внимания, но если бы у вас был только один из них, Panorama был бы лучшим выбором».
Рецензент All About Jazz констатировал: «Хотя некоторые треки полны приключений („Magical Spaces“, „Lonely Woman“), в основном это прямолинейный свинг. Пономарёв теплый или горячий, как нужно, Стивенс, как всегда, впечатляет меня, и взаимопонимание потрясающее. Это любовный взгляд на трио и на то, как они реагируют в новой обстановке. Как и следовало ожидать, действительно очень хорошо».

## Список композиций
1. «Magical Spaces» (Джефф Сигел) — 7:10
2. «Lonely Woman» (Орнетт Коулман) — 6:58
3. «Julie’s Tabouleh» (Тим Фергюсон) — 5:54
4. «Dedication» (Майкл Джеффри Стивенс) — 5:17
5. «For You Only» (Валерий Пономарёв) — 5:56
6. «Blue Heart» (Джефф Сигел) — 7:17
7. «Con Alma» (Диззи Гиллеспи) — 6:22
8. «Memorial» (Майкл Джеффри Стивенс) — 7:29
9. «Blues for Elena» (Валерий Пономарёв) — 6:59
10. «Angelica» (Дюк Эллингтон) — 5:08
11. «You Wait Here» (Тим Фергюсон) — 5:23

## Участники записи
- Бас-гитара — Тим Фергюсон
- Звукорежиссёр — Джо Марчиано
- Исполнительный продюсер — Ллойд Таунсенд Мл.
- Карманная труба — Валерий Пономарёв (2)
- Мастеринг, сведение— Кэтрин Миллер
- Труба — Валерий Пономарёв (1, 3-7, 9-11)
- Ударные — Джефф Сигел
- Флюгельгорн — Валерий Пономарёв (8)
- Фортепиано — Майкл Джеффри Стивенс

Все данные взяты из примечаний к альбому